# بيراوستا أوستريناليس
بيراوستا أوستريناليس (بالإنجليزية: Pyrausta ostrinalis)‏، وتسمى أيضًا العثة الأرجوانية والذهبية النادرة، هي نوع من العث من عائلة حشرات البحر. وقد وصفها جاكوب هوبنر في عام 1796 وتوجد في أوروبا وشمال إفريقيا.
يبلغ طول جناحيها 15-21 ملم. وهي تشبه إلى حد كبير بيراوستا بوربوراليس ولكن جناحها الأمامي أضيق والعلامات الصفراء أفتح. وهناك اختلافات طفيفة في نمط الجناح السفلي.